# 주니 (1994년)
주니(본명: 김주미, 1994년 12월 8일 ~ )은 대한민국의 가수, 배우이며, 걸 그룹 레이디스 코드의 멤버이다.

## 학력
- 송정동초등학교
- 송정중학교
- 세종고등학교

## 출연

### 드라마
| 연도 | 방송사 | 제목     | 배역   | 비고 |
| ---- | ------ | -------- | ------ | ---- |
| 2019 | KBS2   | 저스티스 | 심선희 |      |